# Kanton Nérondes
Nérondes is een voormalig kanton van het Franse departement Cher. Het kanton maakte deel uit van het arrondissement Saint-Amand-Montrond. Het werd opgeheven bij decreet van 21 februari 2014 met uitwerking op 22 maart 2015. Alle gemeenten werden toegevoegd aan het kanton La Guerche-sur-l'Aubois.

## Gemeenten
Het kanton Nérondes omvatte de volgende gemeenten:
- Blet
- Charly
- Cornusse
- Croisy
- Flavigny
- Ignol
- Lugny-Bourbonnais
- Menetou-Couture
- Mornay-Berry
- Nérondes (hoofdplaats)
- Ourouer-les-Bourdelins
- Saint-Hilaire-de-Gondilly
- Tendron